# Michael Pinnella
Michael Pinnella (ur. 29 sierpnia 1969 w New Jersey) – klawiszowiec, najbardziej znany z zespołu Symphony X. W 2004 roku wydał również własny album, który jest mieszanką muzyki poważnej oraz rocka progresywnego – Enter by the Twelfth Gate.

## Życiorys
Pinnella od urodzenia był zachęcany do zainteresowania się muzyką. W wieku 4 lat zaczął pobierać lekcje nauki gry na pianinie. Na jego grę wpływała twórczość takich kompozytorów jak Mozart, Beethoven, Chopin czy Bach.
W wieku 11 lat zabrał się do grania na poważnie. Niedługo potem będąc zafascynowanym przez Yngwie'a Malmsteen'a poprosił rodziców o zakup keyboardu. Jego studia również były ściśle powiązane z graniem na instrumentach klawiszowych. W czasie studiów kolejnymi inspiracjami Pinnelli stały się zespoły rocka progresywnego z lat 70. (Emerson, Lake and Palmer, Deep Purple) i 80. (Black Sabbath, Dio, Ozzy Osbourne).
Po ukończeniu studiów rozpoczął pracę jako nauczyciel gry na instrumentach klawiszowych w sklepie muzycznym. Jednym z nauczycieli w tym sklepie był Michael Romeo z Symphony X. W 1994 dostał się do zespołu jako klawiszowiec.
W czasie pomiędzy trasami koncertowymi i nagraniami pracuje w Guitar Center w East Brunswick, NJ. Jest chrześcijaninem i gra na organach w kościele.

## Sprzęt
Michael Pinnella używa:
- Yamaha Motif ES7
- Roland JV2080 i Roland A33
- Korg Trinity i Korg O1/W
- Akai S3000

## Dyskografia
Albumy Solowe
- Enter by the Twelfth Gate (2004)

Z Symphony X
- Symphony X (1994)
- The Damnation Game (1995)
- The Divine Wings of Tragedy (1997)
- Twilight in Olympus (1998)
- V: The New Mythology Suite (2000)
- The Odyssey (2002)
- Paradise Lost (2007)